# Varanasi Cantonment
Varanasi Cantonment es una ciudad y  acantonamiento situada en el distrito de Varanasi en el estado de Uttar Pradesh (India). Su población es de 14119 habitantes (2011). 

## Demografía
Según el censo de 2011 la población de Varanasi Cantonment era de 14119 habitantes, de los cuales 7742 eran hombres y 6377 eran mujeres. Varanasi Cantonment tiene una tasa media de alfabetización del 87,27%, superior a la media estatal del 67,68%: la alfabetización masculina es del 92,27%, y la alfabetización femenina del 81,20%.